# MIR1269A
MIR1269A‏ (None) هوَ بروتين يُشَفر بواسطة جين MIR1269A في الإنسان.

## الوظيفة
الرنا الميكروي (miRNAs) هي أحماض نووية ريبوزية قصيرة (20-24 نوكليوتيد) غير مشفرة، تشارك في تنظيم التعبير الجيني ما بعد النسخ في الكائنات متعددة الخلايا من خلال التأثير على استقرار الرنا المرسال وترجمته. تُنسخ الرنا الميكروي بواسطة بوليميراز الرنا الثاني كجزء من النسخ الأولية المغطاة والمتعددة الأدينيلات (pri-miRNAs)، والتي يمكن أن تكون إما مشفرة للبروتين أو غير مشفرة. يُشقّ النسخ الأولي بواسطة إنزيم دروشا ريبونوكلياز الثالث لإنتاج ريبونوكلياز جذعي حلقي بطول 70 نوكليوتيد تقريبًا (pre-miRNA)، والذي يُشقّ بدوره بواسطة ريبونوكلياز دايسر السيتوبلازمي لتوليد ريبونوكلياز ميكروي ناضج ونواتج نجم ريبونوكلياز ميكروي مضاد للمعنى (miRNA*). يُدمج ريبونوكلياز ميكروي الناضج في مركب إسكات مُستحث بالرنا (RISC)، والذي يتعرف على ريبونوكلياز ميكروي المستهدف من خلال اقتران قاعدي غير كامل مع ريبونوكلياز ميكروي، ويؤدي في أغلب الأحيان إلى تثبيط ترجمة ريبونوكلياز ميكروي المستهدف أو زعزعة استقراره. 